# Propedies
Propedies is een geslacht van rechtvleugeligen uit de familie veldsprinkhanen (Acrididae). De wetenschappelijke naam van dit geslacht is voor het eerst geldig gepubliceerd in 1931 door Hebard.

## Soorten
Het geslacht Propedies omvat de volgende soorten:
- Propedies aequalis Ronderos & Sánchez, 1983
- Propedies auricularis Ronderos & Sánchez, 1983
- Propedies bilobus Giglio-Tos, 1897
- Propedies bipunctatus Giglio-Tos, 1894
- Propedies boliviensis Ronderos & Sánchez, 1983
- Propedies brevifacies Ronderos & Sánchez, 1983
- Propedies caliginosus Ronderos & Sánchez, 1983
- Propedies castaneum Ronderos & Sánchez, 1983
- Propedies cerasinus Ronderos & Sánchez, 1983
- Propedies christianeae Ronderos & Sánchez, 1983
- Propedies dilatus Ronderos & Sánchez, 1983
- Propedies eurycercis Ronderos & Sánchez, 1983
- Propedies fusiformis Giglio-Tos, 1897
- Propedies geniculatus Bruner, 1911
- Propedies gigas Ronderos & Sánchez, 1983
- Propedies gracilis Ronderos & Sánchez, 1983
- Propedies hebardi Costa Lima, 1941
- Propedies juani Ronderos & Sánchez, 1983
- Propedies lacertosus Ronderos & Sánchez, 1983
- Propedies lineaalba Ronderos & Sánchez, 1983
- Propedies lobipennis Ronderos & Sánchez, 1983
- Propedies martini Ronderos & Sánchez, 1983
- Propedies matogrossensis Ronderos & Sánchez, 1983
- Propedies microsanguineus Cigliano & Lange, 1998
- Propedies mulleus Ronderos & Sánchez, 1983
- Propedies mutinus Ronderos & Sánchez, 1983
- Propedies nanus Ronderos & Sánchez, 1983
- Propedies oculeus Ronderos & Sánchez, 1983
- Propedies olivaceus Bruner, 1913
- Propedies paraensis Ronderos & Sánchez, 1983
- Propedies paraguayensis Ronderos & Sánchez, 1983
- Propedies pseudogeniculatus Ronderos & Sánchez, 1983
- Propedies quadripunctatus Ronderos & Sánchez, 1983
- Propedies rehni Ronderos & Sánchez, 1983
- Propedies roppai Ronderos & Sánchez, 1983
- Propedies rubripennis Ronderos & Sánchez, 1983
- Propedies rubripes Bruner, 1911
- Propedies sanguineus Bruner, 1922
- Propedies viridis Ronderos & Sánchez, 1983
- Propedies viriosus Ronderos & Sánchez, 1983